# 布利斯菲爾德 (密歇根州)
布利斯菲爾德（英語：Blissfield）是位於美國密歇根州萊納維縣布利斯菲爾德鎮區、帕爾邁拉鎮區及里加鎮區的一個村。

## 人口
根據2020年美國人口普查的數據，布利斯菲爾德的面積為5.88平方千米，當中陸地面積為5.74平方千米，而水域面積為0.14平方千米。當地共有人口3277人，而人口密度為每平方千米557人。